# Xorides maudae
Xorides maudae är en stekelart som först beskrevs av Davis 1895.  Xorides maudae ingår i släktet Xorides och familjen brokparasitsteklar. Inga underarter finns listade i Catalogue of Life.